# La Nuit (Gérôme)
Pour les articles homonymes, voir Nuit (homonymie).
La Nuit est un tableau réalisé entre 1850 et 1855 par le peintre français Jean-Léon Gérôme. Cette peinture à l'huile sur toile de 75,5 × 46 cm représente un nu féminin personnifiant la Nuit. Il fait partie depuis 1984 des collections du musée d'Orsay, à Paris.

## Histoire
Le tableau a été conçu pour un plafond de chambre à coucher.
Il est la propriété de la galerie Joseph Hahn qui le vend aux Musées nationaux pour le musée d'Orsay en 1984.

## Description
Le tableau représente une femme torse nu qui flotte dans un ciel d’aube. On aperçoit quelques étoiles dans le haut du tableau avec un croissant de lune descendante dans le coin supérieur droit.
Le personnage tient dans sa main gauche une torche allumée, tandis que de sa main droite levée au-dessus de sa tête, elle disperse des coquelicots.
La toile porte un cachet d’atelier rouge en bas à gauche.

## Galerie

Une heure de la nuit de Joseph-Michel-Ange Pollet.
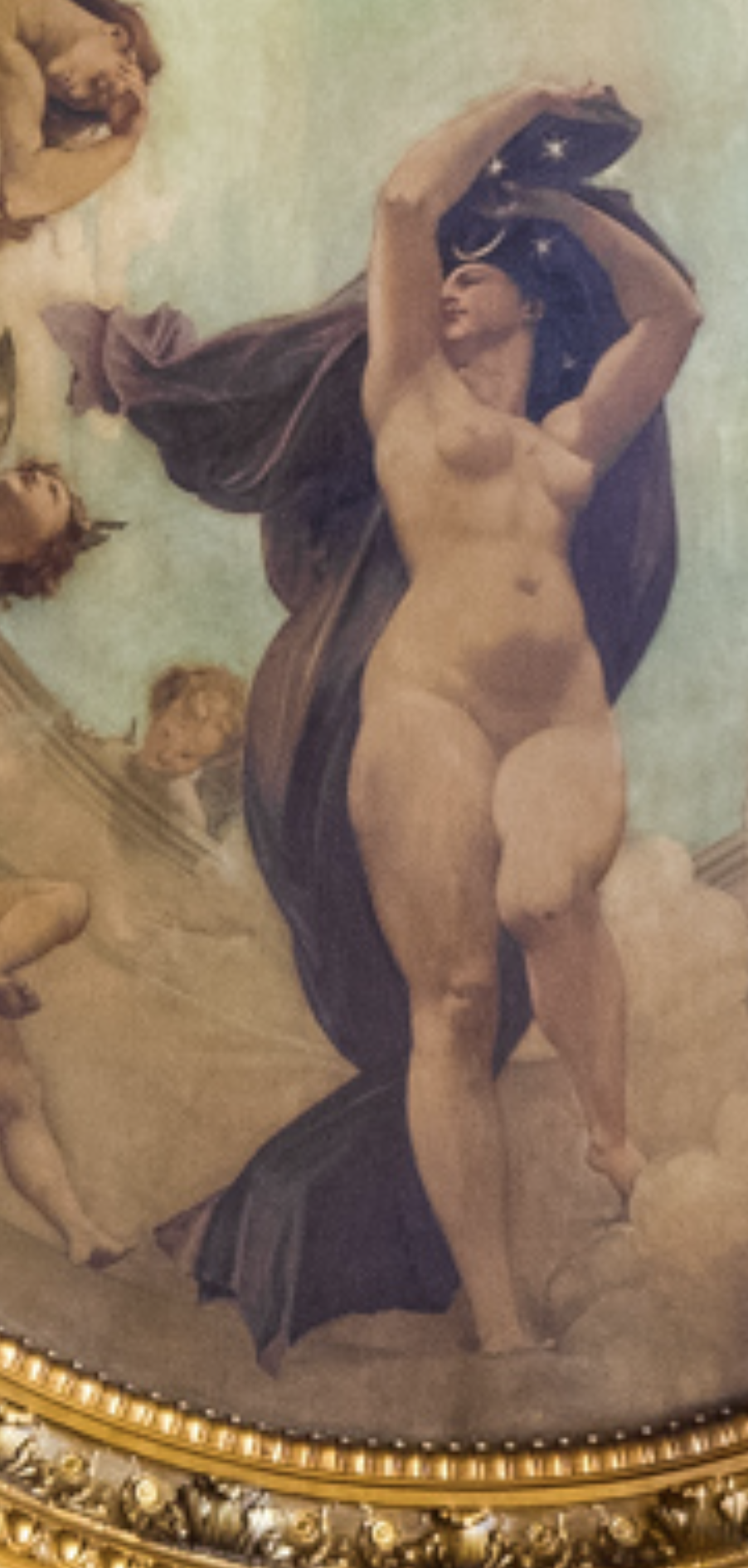
Détail Le Jour pourchassant la Nuit de Paul Baudry.
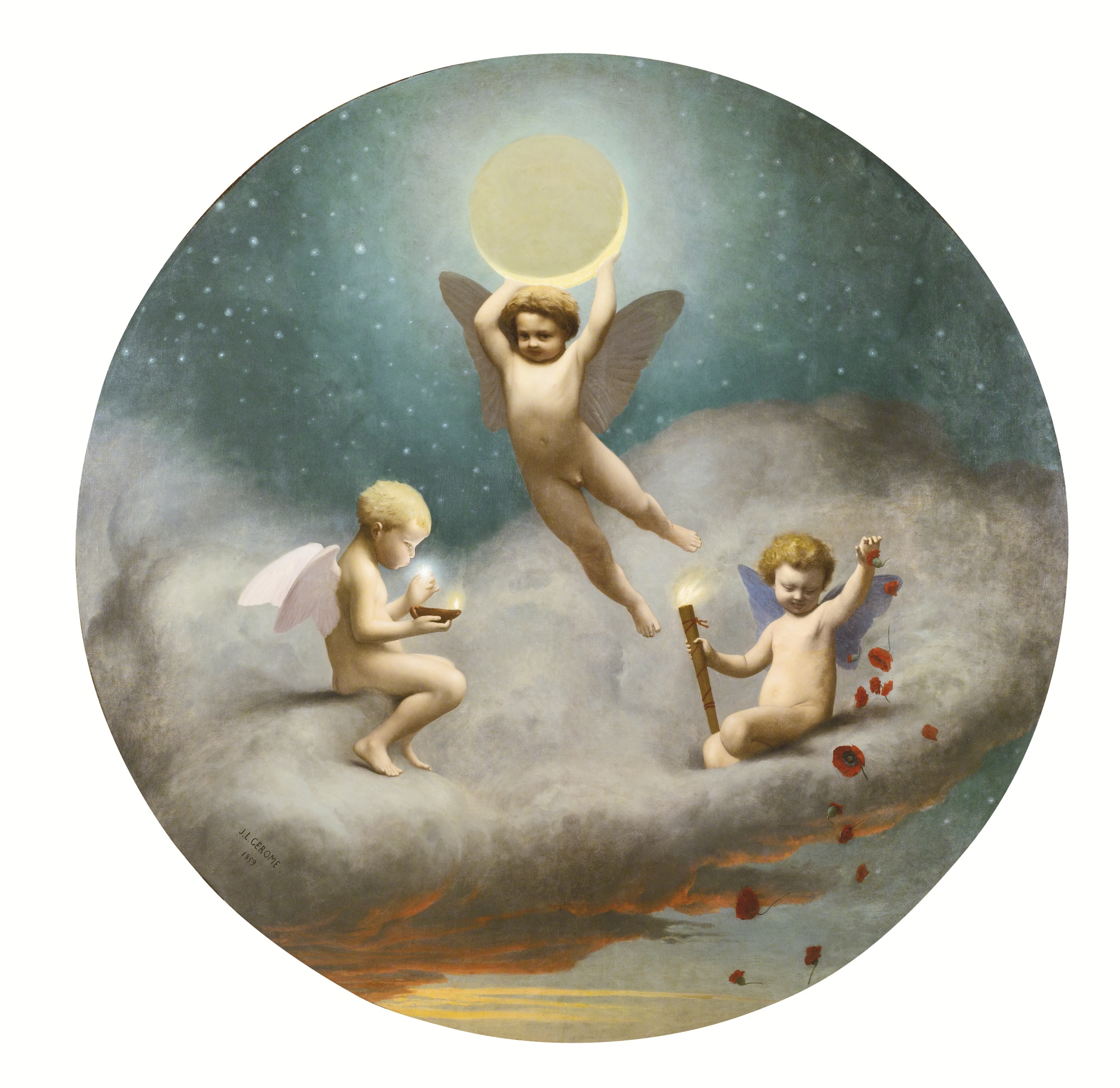
Allégorie de la nuit de Jean-Léon Gérôme.